# Oxalis carolina
Oxalis carolina är en harsyreväxtart som beskrevs av J.Suda & Sudov&á. Oxalis carolina ingår i släktet oxalisar, och familjen harsyreväxter. Inga underarter finns listade i Catalogue of Life.